# Ramose (Vater des Senenmut)
Ramose war der Vater des Senenmut. Senenmut war einer der bedeutendsten Beamten unter der regierenden altägyptischen Königin (Pharao) Hatschepsut. Die einfache Herkunft des Ramose und der Aufstieg seines Sohnes Senenmut galten lange Zeit als Musterbeispiel hoher sozialer Mobilität im alten Ägypten.

## Die Belege und das Grab

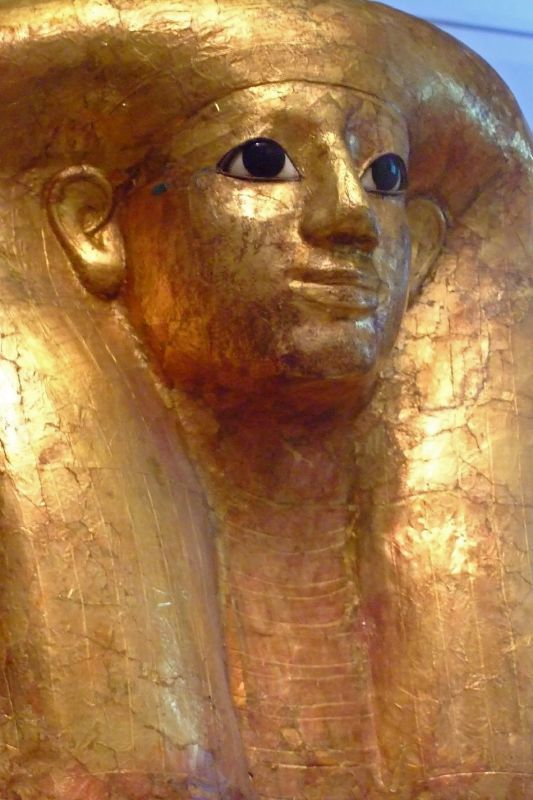
Mumienmaske der Hatnofer

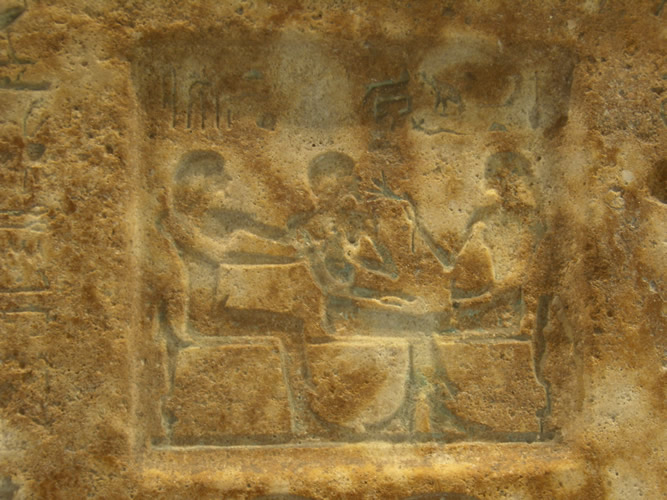
Ramose hinter seinem Sohn Senenmut sitzend, rechts Hatnofer, Scheintür des Senenmut

Ramose ist nur von wenigen Quellen bekannt. Er erscheint auf der Scheintür des Senenmut und wurde wohl auch in dessen Kapelle genannt. Sein eigenes Grab fand sich 1935–1936 bei den Ausgrabungen am Grab des Senenemut nicht weit vor der Kapelle (TT71) des letzteren und war unberaubt. Das Grab des Ramose enthielt seine Leiche und die seiner Frau Hatnofer. Daneben gab es noch diverse andere anonyme Bestattungen. Das ganze Grab macht einen vergleichsweise einfachen Eindruck und galt als Beleg für die arme Herkunft des Senenmut. Die Untersuchung seiner Leiche ergab, dass er etwa 1,67 bis 1,70 m groß und zum Zeitpunkt seines Todes 25 bis 30 Jahre alt war.

### Die Frage der Herkunft des Senenmut
Ramose trägt nur den Titel „Sab“ (S3b), ein vermutlicher Ehrentitel für einen Beamten. Der Ausgräber des Grabes vermutete deshalb, dass Ramose einst nur Bauer war. Allerdings ist oft zu beobachten, dass selbst hohe Beamte nur den Titel „Sab“ tragen, wenn posthum auf die Personen verwiesen wird. Der Titel sagt also nichts über die soziale Herkunft des Ramose aus. Auffallend ist aber der Vergleich der Bestattungen von Ramose und seiner Frau Hatnofer. Der Hatnofer ist ein ganzer Satz an Grabbeigaben (vor allem ein Herzskarabäus, ein Kanopenkasten und Papyri) mitgegeben worden, während Ramose nur seinen Sarg hatte. Es ist deshalb vermutet worden, dass Hatnofer starb als ihr Sohn schon in hoher Position am Königshof war, so dass er ihr sie mit verschiedenen Beigaben ausstatten konnte, während Ramose verstorben war als Sohn und Vater selbst noch unbedeutend waren.
Neuerdings ist vermutet worden, dass Ramose zu dem Zeitpunkt, als seine Frau verstarb und Senenmut beide Eltern nahe seiner Kapelle haben wollte, in dieses Grab umgebettet wurde. Für einige Forscher ist es ungewöhnlich, so viele Bestattungen im Grab vorzufinden, so dass der Eindruck entsteht, es wären damals zahlreiche Personen gleichzeitig verstorben. Bei dieser Einschätzung wird im Grunde davon ausgegangen, dass alle Bestattungen in einer regulären Bestattung etwa gleichzeitig stattgefunden haben müssen. Jedoch ist dabei wohl übersehen worden, dass Mehrfachbestattungen ein gut bezeugter Brauch des Neuen Reiches war. Gräber wurden in dieser Zeit oftmals offen gelassen und für mehr als eine Person benutzt, auch wenn diese zu unterschiedlichen Zeiten starben.
Der Sarg des Ramose ist jedenfalls mit Gold beschlagen und deutet damit ein ausgesprochen gehobenes soziales Niveau dieser Person an. Das Fehlen einer Grabkapelle ist nicht weiter überraschend, fehlen diese doch mit wenigen Ausnahmen für die Zeit vor Hatschepsut überhaupt.
Bei einer genauen Betrachtung der Quellen hat es den Anschein, dass Ramose durchaus ein hoher Beamter der frühen 18. Dynastie gewesen ist. Der Aufstieg seines Sohnes zu allerhöchsten Staatsämtern scheint vollkommen im Rahmen des Möglichen der ägyptischen Gesellschaft zu liegen.